# Операция «Канвас»
Операция «Канвас» (англ. Operation Canvas) — британская операция по захвату итальянского Сомали и наступлению в южную Эфиопию, проводившаяся с 24 января по 6 апреля 1941 года.

## Предыстория
В январе 1941 года итальянцы решили, что равнины итальянского Сомали защитить невозможно. 102-я дивизия «Сомала» (генерал Адриано Сантини) и банда (всего около 14 000 человек) отошли в низовья реки Джуба, а 101-я дивизия «Сомала» (генерал Итало Карневали) и банда (всего около 6000 человек) — в верховья Джубы на более удобном для обороны участке горной Эфиопии.
В январе 1941 года Каннингем решил, что пришло время начать свои первые атаки через кенийскую границу прямо в южную Эфиопию. Хотя он понимал, что быстро приближающийся сезон дождей сделает невозможным прямое продвижение через Мегу, Ябело и Шашаманну прямо к Аддис-Абебе, он надеялся, что это действие побудит население южной Абиссинии восстать против итальянцев. Он также считал, что это действие задержит итальянские силы в этом районе и тем самым предотвратит их передислокацию для усиления итальянских сил у реки Джуба, когда основное наступление будет начато через этот регион. Каннингем направил 1 -ю южноафриканскую дивизию в составе 2-й и 5-й южноафриканской и 21-ю (восточноафриканскую) и отдельную восточноафриканскую бригады в провинцию Галла-Сидамо. С 16 по 18 января 1941 г. они захватили Эль-Йибо, а 19 января передовые части южноафриканской дивизии захватили Джамбо.

## Ход операции
24 января Каннингем начал операцию «Канвас», имея четыре бригадные группы из 11-й (африканской) и 12-й (африканской) дивизий. Британцы встретили незначительное сопротивление итальянцев к западу от Джубы, только банду и колониальный батальон в Афмаду и войска в Кисмайу, где река Джуба впадает в Индийский океан. 11 февраля был захвачен Афмаду, а через три дня порт Кисмайу. В середине февраля, поскольку проливные дожди очень затруднили дальнейшее передвижение и содержание сил, продвижение было временно приостановлено.
К северу от Кисмайу и за рекой находилась главная итальянская позиция у Джелиба, обороняемая шестью бригадами и шестью группами местных новобранцев. 22 февраля Джелиб был атакован с обоих флангов и с тыла. Итальянцы были разбиты, 20 000 человек были убиты, взяты в плен или рассеяны. Ничто не могло помешать британскому продвижению на 200 миль (320 км) к Могадишо, столице и главному порту итальянского Сомали.
23-я моторизованная бригада из 11-й (африканской) дивизии за три дня продвинулась вверх по побережью на 235 миль (378 км) и 25 февраля без сопротивления заняла столицу Сомали Могадишо. 12-я (африканская) дивизия продвинулась вверх по реке Джуба в итальянском Сомали в сторону приграничного эфиопского города Доло.

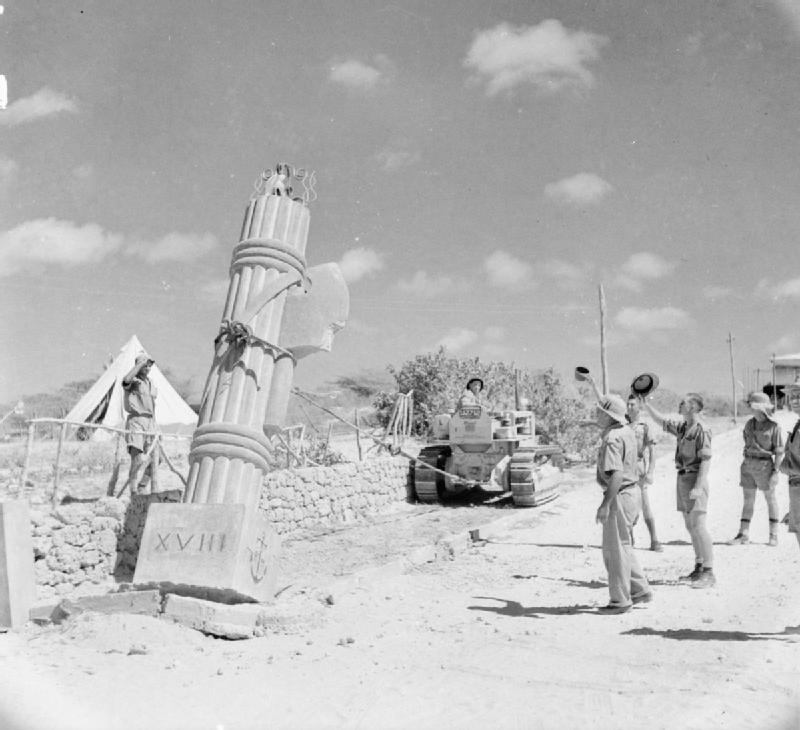
Британские солдаты сбрасывают на землю монумент, изображающий фасции — символ господства фашистской Италии (Кисмайу, 11 апреля 1941)

После паузы, вызванной отсутствием оборудования для очистки гавани Могадишо от сброшенных ранее британских магнитных мин, 11-я (африканская) дивизия 1 марта начала боевое преследование отступающих итальянских войск к северу от Могадишо в направлении плато Огаден. К 17 марта 11-я (африканская) дивизия завершила 17-дневный рывок по итальянской Имперской дороге (итал. Strada Imperiale) из Могадишо в Джиджигу в сомалийском регионе Эфиопии.
К началу марта войска Каннингема захватили большую часть итальянского Сомали и продвигались через Эфиопию к конечной цели, Аддис-Абебе. 26 марта был захвачен Харар и взято 572 пленных и 13 орудий. За 32 дня 23-я бригада продвинулась почти на 1000 миль (1600 км). 29 марта был занят британскими (южноафриканскими) частями Дыре-Дауа. 6 апреля силы Каннингема освободили Аддис-Абебу после 53-дневного продвижения на 1725 миль (2775 км) от Кении.